# Rajd Elmot 2004
Rezultaty Rajdu Elmot (32. Rajd Elmot), 1. rundy Rajdowych Samochodowych Mistrzostw Polski w 2004 roku, który odbył się w dniach 4-6 maja:

## Wyniki
| Miejsce | Kierowca          | Pilot              | Samochód                    | Grupa-Klasa | Czas      | Strata  |
| ------- | ----------------- | ------------------ | --------------------------- | ----------- | --------- | ------- |
| 1.      | Leszek Kuzaj      | Maciej Szczepaniak | Subaru Impreza STi          | N-4         | 2:16:13.2 |         |
| 2.      | Michał Sołowow    | Maciej Baran       | Mitsubishi Lancer Evo VIII  | N-4         | 2:17:14.8 | 1:01.6  |
| 3.      | Maciej Lubiak     | Maciej Wisławski   | Mitsubishi Lancer Evo VIII  | N-4         | 2:17:32.6 | 1:19.4  |
| 4.      | Tomasz Kuchar     | Krzysztof Gęborys  | Mitsubishi Lancer Evolution | N-4         | 2:18:33.6 | 2:20.4  |
| 5.      | Grzegorz Grzyb    | Przemysław Mazur   | Suzuki Ignis S1600          | S1600       | 2:18:58.7 | 2:45.5  |
| 6.      | Sebastian Frycz   | Maciej Wodniak     | Fiat Punto S1600            | S1600       | 2:20:06.9 | 3:53.7  |
| 7.      | Maciej Oleksowicz | Andrzej Obrębowski | Subaru Impreza              | N-4         | 2:23:59.9 | 7:46.7  |
| 8.      | Piotr Maciejewski | Piotr Kowalski     | Mitsubishi Carisma          | N-4         | 2:24:39.1 | 8:25.9  |
| 9.      | Stefan Karnabal   | Bartłomiej Boba    | Mitsubishi Lancer Evolution | N-4         | 2:24:42.2 | 8:29.0  |
| 10.     | Michał Kościuszko | Jarosław Baran     | Opel Corsa S1600            | S1600       | 2:28:16.0 | 12:02.8 |